# 대한민국의 경찰청장
경찰청장(警察廳長)은 경찰청을 대표하는 직위로, 치안총감으로 보한다.

## 임명
- 경찰청장은 경찰위원회의 동의를 받아 행정안전부장관의 제청으로 국무총리를 거쳐 대통령이 임명한다.
- 국회는 임명에 대한 인사청문회를 실시한다.

## 역할
- 각 행정기관의 장은 소관사무를 통할하고 소속공무원을 지휘·감독한다.
- 경찰청장은 치안에 관한 사무를 관장한다.
- 경찰청장은 국가경찰에 관한 사무를 총괄하고 경찰청 업무를 관장하며 소속 공무원 및 각급 국가경찰기관의 장을 지휘·감독한다.

## 역대 청장

### 경무국장
| 정부   | 대수 | 이름                                 | 임기                              | 비고                         |
| ------ | ---- | ------------------------------------ | --------------------------------- | ---------------------------- |
| 미군정 | 초대 | 로렌스 M. 쉬크 (Lawrence M. Schick)  | 1945년 9월 2일~1945년 11월 14일   | 미군정 헌병사령관, 육군 준장 |
| 미군정 | 2대  | 아더 S. 참페니 (Ather S. Champeny)   | 1945년 11월 14일~1945년 12월 20일 | 미 육군 대령                 |
| 미군정 | 3대  | 월리엄 H. 매글린 (William H. Maglin) | 1945년 12월 20일~1946년 12월 31일 | 미 육군 보병 대령            |
| 미군정 | 4대  | 조병옥(趙炳玉)                       | 1945년 10월 21일~1946년 1월 15일  | 국회의원 역임                |
| 미군정 | -    | 최경진(崔慶進)                       | 1946년 1월 4일~1946년 1월 15일    | 대리                         |

### 경무부장
| 정부             | 대수 | 이름           | 임기                           | 비고 |
| ---------------- | ---- | -------------- | ------------------------------ | ---- |
| 미군정 제1공화국 | 초대 | 조병옥(趙炳玉) | 1946년 1월 16일~1949년 1월 6일 |      |

### 내무부 치안국장
| 정부      | 대수           | 이름                             | 임기                             | 비고                                 |
| --------- | -------------- | -------------------------------- | -------------------------------- | ------------------------------------ |
| 제1공화국 | 초대           | 이호(李澔)                       | 1949년 1월 7일~1950년 3월 1일    |                                      |
| 제1공화국 | -              | 김병완(金炳玩)                   | 1950년 3월 2일~1950년 4월 23일   | 직무대리                             |
| 제1공화국 | 2대            | 김태선(金泰善)                   | 1950년 4월 24일~1950년 6월 17일  |                                      |
| 제1공화국 | 3대            | 장석윤(張錫潤)                   | 1950년 6월 17일~1950년 7월 17일  |                                      |
| 제1공화국 | 4대            | 김태선(金泰善)                   | 1950년 7월 17일~1951년 6월 18일  |                                      |
| 제1공화국 | 5대            | 이익흥(李益興)                   | 1951년 6월 18일~1952년 3월 14일  |                                      |
| 제1공화국 | 6대            | 홍순봉(洪淳鳳)                   | 1952년 3월 18일~1952년 5월 25일  | 제주4·3사건을 현장에서 지휘          |
| 제1공화국 | 7대            | 윤우경(尹宇景)                   | 1952년 5월 25일~1952년 9월 14일  |                                      |
| 제1공화국 | 8대            | 문봉제(文鳳濟)                   | 1952년 9월 14일~1953년 3월 27일  |                                      |
| 제1공화국 | 9대            | 이성주(李成株)                   | 1953년 10월 5일~1954년 3월 27일  |                                      |
| 제1공화국 | 10대           | 김장흥(金長興)                   | 1954년 3월 27일~1956년 5월 26일  |                                      |
| 제1공화국 | 11대           | 김종원(金宗元)                   | 1956년 5월 26일~1957년 3월 11일  |                                      |
| 제1공화국 | 12대           | 서정학(徐廷學)                   | 1957년 3월 11일~1958년 9월 2일   |                                      |
| 제1공화국 | 13대           | 이성우(李成雨)                   | 1958년 10월 29일~1959년 3월 25일 | 3·15부정선거 및 4·19혁명 진압 가담자 |
| 제1공화국 | 14대           | 이강학(李康學)                   | 1959년 3월 26일~1960년 3월 28일  |                                      |
| 제1공화국 | 15대           | 조인구(趙寅九)                   | 1960년 3월 28일~1960년 5월 10일  |                                      |
| 제2공화국 | 16대           | 강서룡(姜瑞龍)                   | 1960년 5월 10일~1960년 11월 22일 |                                      |
| 제2공화국 | 17대           | 박주식(朴朱植)                   | 1960년 11월 25일~1961년 5월 16일 |                                      |
| 제2공화국 | 18대           | 조흥만(曺興萬)                   | 1961년 5월 16일~1961년 6월 24일  |                                      |
| 제2공화국 | 19대           | 이소동(李召東)                   | 1961년 6월 24일~1963년 12월 10일 | 육군 군인 출신                       |
| 제3공화국 | 20대           | 박태원(朴泰元)                   | 1963년 12월 10일~1964년 7월 8일  |                                      |
| 제3공화국 | 21대           | 박영수(朴英秀)                   | 1964년 7월 8일~1966년 9월 19일   |                                      |
| 제3공화국 | 22대           | 한옥신(韓沃申)                   | 1966년 9월 19일~1967년 10월 7일  | 검찰 출신                            |
| 제3공화국 | 23대           | 채원식(蔡元植)                   | 1967년 10월 7일~1968년 2월 22일  |                                      |
| 제3공화국 | 24대           | 박영수(朴英秀)                   | 1968년 2월 22일~1969년 4월 12일  |                                      |
| 제3공화국 | 25대           | 최두열(崔杜烈)                   | 1969년 4월 12일~1970년 3월 6일   |                                      |
| 제3공화국 | 26대           | 정상천(鄭相千)                   | 1970년 3월 6일~1971년 6월 12일   |                                      |
| 제3공화국 | 27대           | 장동식(張東植)                   | 1971년 6월 12일~1971년 12월 13일 |                                      |
| 제3공화국 | 28대           | 정석모(鄭石謨)                   | 1971년 12월 13일~1973년 1월 16일 |                                      |
| 제4공화국 | 28대           | 정석모(鄭石謨)                   | 1971년 12월 13일~1973년 1월 16일 |                                      |
| 29대      | 최석원(崔錫元) | 1973년 1월 16일~1974년 8월 22일  |                                  |                                      |
| 30대      | 박현식(朴賢植) | 1974년 8월 22일~1974년 12월 30일 |                                  |                                      |

### 내무부 치안본부장
| 정부      | 대수           | 이름                            | 임기                             | 비고            |
| --------- | -------------- | ------------------------------- | -------------------------------- | --------------- |
| 제4공화국 | 초대           | 박현식(朴賢植)                  | 1974년 12월 31일~1975년 5월 26일 | 차관급으로 격상 |
| 제4공화국 | 2대            | 장일훈(張日勳)                  | 1975년 5월 26일~1976년 1월 12일  |                 |
| 제4공화국 | 3대            | 김성주(金聖柱)                  | 1976년 1월 12일~1978년 12월 26일 |                 |
| 제4공화국 | 4대            | 손달용(孫達用)                  | 1978년 12월 26일~1980년 5월 27일 |                 |
| 제4공화국 | 5대            | 염보현(廉普鉉)                  | 1980년 5월 28일~1980년 9월 9일   |                 |
| 제4공화국 | 6대            | 유흥수(柳興洙)                  | 1980년 9월 10일~1982년 1월 5일   |                 |
| 제5공화국 | 6대            | 유흥수(柳興洙)                  | 1980년 9월 10일~1982년 1월 5일   |                 |
| 7대       | 안응모(安應模) | 1982년 1월 5일~1983년 4월 6일   |                                  |                 |
| 8대       | 이해구(李海龜) | 1983년 4월 6일~1984년 10월 10일 |                                  |                 |
| 9대       | 박배근(朴培根) | 1984년 10월 10일~1986년 1월 9일 |                                  |                 |
| 10대      | 강민창(姜玟昌) | 1986년 1월 9일~1987년 1월 21일  |                                  |                 |
| 11대      | 이영창(李永昶) | 1987년 1월 21일~1987년 5월 27일 |                                  |                 |
| 12대      | 권복경(權福慶) | 1987년 5월 27일~1988년 5월 20일 |                                  |                 |
| 12대      | 권복경(權福慶) | 1987년 5월 27일~1988년 5월 20일 | 노태우 정부                      |                 |
| 13대      | 조종석(趙鍾奭) | 1988년 5월 20일~1989년 5월 3일  |                                  |                 |
| 14대      | 김우현(金又鉉) | 1989년 5월 3일~1990년 6월 20일  |                                  |                 |
| 15대      | 이종국(李鍾國) | 1990년 6월 20일~1991년 7월 31일 |                                  |                 |

### 경찰청장
| 정부                                               | 대수           | 이름                             | 임기                             | 비고                                                     |
| -------------------------------------------------- | -------------- | -------------------------------- | -------------------------------- | -------------------------------------------------------- |
| 노태우 정부                                        | 초대           | 김원환(金元煥)                   | 1991년 7월 31일~1992년 7월 15일  |                                                          |
| 노태우 정부                                        | 2대            | 이인섭(李寅燮)                   | 1992년 7월 15일~1993년 3월 4일   |                                                          |
| 김영삼 정부                                        | 3대            | 김효은(金孝恩)                   | 1993년 3월 5일~1993년 9월 20일   |                                                          |
| 김영삼 정부                                        | 4대            | 김화남(金和男)                   | 1993년 9월 20일~1994년 12월 26일 |                                                          |
| 김영삼 정부                                        | 5대            | 박일용(朴一龍)                   | 1994년 12월 26일~1996년 12월 2일 |                                                          |
| 김영삼 정부                                        | 6대            | 황용하(黃龍河)                   | 1996년 12월 2일~1998년 3월 9일   |                                                          |
| 김대중 정부                                        | 7대            | 김세옥(金世鈺)                   | 1998년 3월 9일~1999년 1월 11일   |                                                          |
| 김대중 정부                                        | 8대            | 김광식(金光植)                   | 1999년 1월 11일~1999년 11월 14일 |                                                          |
| 김대중 정부                                        | 9대            | 이무영(李茂永)                   | 1999년 11월 14일~2001년 11월 9일 |                                                          |
| 김대중 정부                                        | 10대           | 이팔호(李八浩)                   | 2001년 11월 9일~2003년 3월 21일  |                                                          |
| 노무현 정부                                        | 11대           | 최기문(崔圻文)                   | 2003년 3월 21일~2005년 1월 19일  |                                                          |
| 노무현 정부                                        | 12대           | 허준영(許准榮)                   | 2005년 1월 19일~2005년 12월 30일 |                                                          |
| 노무현 정부                                        | -              | 최광식(崔光植)                   | 2005년 12월 31일~2006년 2월 9일  | 직무대행                                                 |
| 노무현 정부                                        | 13대           | 이택순(李宅淳)                   | 2006년 2월 10일~2008년 2월 9일   |                                                          |
| 이명박 정부                                        | 14대           | 어청수(魚淸秀)                   | 2008년 2월 11일~2009년 1월 30일  |                                                          |
| 이명박 정부                                        | -              | 이길범(李吉範)                   | 2009년 1월 31일~2009년 3월 8일   | 직무대행                                                 |
| 이명박 정부                                        | 15대           | 강희락(姜熙洛)                   | 2009년 3월 9일~2010년 8월 5일    | 건설현장 관련 민원과 인사 청탁 명목으로 뇌물을 받아 사퇴 |
| 이명박 정부                                        | -              | 모강인(牟康仁)                   | 2010년 8월 6일~2010년 8월 29일   | 직무대행                                                 |
| 이명박 정부                                        | 16대           | 조현오(趙顯五)                   | 2010년 8월 30일~2012년 4월 9일   |                                                          |
| 이명박 정부                                        | -              | 김기용(金機用)                   | 2012년 4월 10일~2012년 5월 1일   | 직무대행                                                 |
| 이명박 정부                                        | 17대           | 김기용(金機用)                   | 2012년 5월 2일~2013년 3월 28일   |                                                          |
| 박근혜 정부                                        | 18대           | 이성한(李晟漢)                   | 2013년 3월 29일~2014년 8월 22일  |                                                          |
| 박근혜 정부                                        | 19대           | 강신명(姜信明)                   | 2014년 8월 24일~2016년 8월 23일  | 첫 경찰대학 출신                                         |
| 박근혜 정부                                        | 20대           | 이철성(李哲聖)                   | 2016년 8월 24일~2018년 6월 30일  | 첫 순경 출신 청장, 첫 정년 퇴임                          |
| 문재인 정부                                        | 20대           | 이철성(李哲聖)                   | 2016년 8월 24일~2018년 6월 30일  | 첫 순경 출신 청장, 첫 정년 퇴임                          |
| -                                                  | 민갑룡(閔鉀龍) | 2018년 7월 1일~2018년 7월 23일   | 직무대행                         |                                                          |
| 21대                                               | 민갑룡(閔鉀龍) | 2018년 7월 24일~2020년 7월 23일  |                                  |                                                          |
| 22대                                               | 김창룡(金昌龍) | 2020년 7월 24일~2022년 7월 5일   |                                  |                                                          |
| 윤석열 정부                                        |                |                                  |                                  |                                                          |
| -                                                  | 윤희근(尹熙根) | 2022년 7월 6일~2022년 8월 10일   | 직무대행                         |                                                          |
| 23대                                               | 윤희근(尹熙根) | 2022년 8월 10일~2024년 8월 9일   |                                  |                                                          |
| 24대                                               | 조지호(趙志浩) | 2024년 8월 10일~2024년 12월 11일 | [ A ] [ 13 ] [ 14 ]              |                                                          |
| 한덕수 대행 체제 최상목 대행 체제 이주호 대행 체제 | -              | 이호영(李昊榮)                   | 2024년 12월 11일~2025년 6월 29일 | 직무대행                                                 |
| 이재명 정부                                        |                |                                  |                                  |                                                          |
| -                                                  | 유재성(兪在成) | 2025년 6월 29일~                 | 직무대행                         |                                                          |

## 같이 보기
- 경찰청
- 경찰청 차장